# Carsten Høeg
Carsten Høeg   (Aalborg, 15 de novembre de 1896 - Copenhaguen, 3 d'abril de 1961) va ser un lingüista i filòleg clàssic danès.
Carsten Høeg, fill de l'enginyer Niels Johannes Molt Høeg i de la seva dona Laura Gilbertha, de soltera Schou, fou estudiant de l'Escola de la Catedral d'Aalborg. El 1914 va començar a estudiar Clàssics i Estudis Romànics a la Universitat de Copenhaguen, entre d'altres amb Johan Ludvig Heiberg, Anders Bjørn Drachmann, Kristian Sandfeld i Holger Pedersen. Arran del seu interès pel grec modern, va canviar al professor Hubert Pernot a la Universitat de París. El 1922 va viatjar a Grècia i va viure amb els Sarakatsani, un poble nòmada de Grècia, del qual va estudiar el dialecte i la tradició musical-poètica. En conseqüència, va presentar l'any 1924 l'estudi Les Saracatsans, amb el qual es va doctorar l'any 1925. Va continuar els seus estudis sobre els Sarakatsani fins que va succeir a Drachmann a la càtedra a Copenhaguen el 1926.
Malgrat la seva inclinació pel grec modern, va desenvolupar un profund interès pel grec antic, en particular la tragèdia grega, i per la música romana d'Orient. El 1935 va esdevenir director de l'Edition Monumenta Musicae Byzantinae, la fundació de la qual havia preparat juntament amb Henry Julius Wetenhall Tillyard (1881-1968) i Egon Wellesz des de 1931. També va treballar, entre altres coses, en l'Antígona de Sòfocles i els escrits de Plató, que va coeditar com a traducció al danès. No obstant això, va dedicar la meitat del seu treball a tractar la filologia llatina. Com a resultat va publicar, entre altres coses, una introducció a l'obra de Ciceró el 1942 i una traducció del Fasti d'Ovidi el 1945 juntament amb Paul V. Rubow.
Durant l'ocupació alemanya de Dinamarca a la Segona Guerra Mundial, Høeg va participar activament en la resistència i va dirigir un grup del Consell de Resistència Danès (Danmarks Frihedsråd) encarregat d'identificar els nazis i col·laboradors danesos per a un posterior processament.
A més de la seva recerca, Høeg va participar en moltes institucions nacionals i internacionals. De 1949 a 1950 va ser pro-rector de la Universitat de Copenhaguen. Del 1948 al 1951 va ser el primer president de la "Fédération Internationale des Associations d'Études Classiques", de nova creació després de la guerra, del 1953 al 1955 president de la "Union Académique Internationale", i finalment del 1955 al 1959 president del "Conseil International de la Philosophie et des Sciences Humanes".
Pels seus èxits científics va rebre el títol de doctor honoris causa per les universitats d'Atenes (1937), Aberdeen (1942) i Tessalònica (1950).
Carsten Høeg va ser comandant de l'orde de Dannebrog, era un home de Dannebrog i cavaller de la Legió d'Honor.
Va ser membre de nombroses acadèmies científiques, com la Reial Acadèmia Danesa de Ciències (1941), la "Royal Scientific and Literary Society" de Göteborg (1952), l'Acadèmia Britànica (1953), l'Acadèmia Noruega de les Ciències (1955) i la Acadèmia d'Atenes (1957).

## Publicacions (selecció)
- Les Saracatsans. Dos volums. Pio, Copenhaguen 1925–26.
- En græsk Forretningsmand i 3. Aarh. f. Christi. f Christi. V. Pio, Copenhaguen 1927.
- Introduktion til Plautus. Jespersen & Pio, Copenhaguen / Oslo 1931.
- La notation ekphonétique. Levin & Munksgaard, Copenhaguen, 1935.
- Nutidens Grækenland og Antikken. P. Branner, Copenhaguen 1936.
- Græsk Musik. P. Branner, Copenhaguen 1940.
- Introduktion til Cicero. Gyldendal, Copenhaguen, 1942.
- Musik og digtning i byzantinsk kristendom. Munksgaard, Copenhaguen, 1955.